# 서미성
서미성(1975년 8월 20일 ~ )은 대한민국의 가수이다.

## 경력
- 그룹 '미스미스터' 멤버

## 데뷔
- 2015년 1집 앨범 "알콩달콩"

## 음반
- 2015년 1집 알콩달콩